# Assassin’s Creed (seria)
Assassin’s Creed – seria przygodowych gier akcji w otwartym świecie, składająca się z gier wydanych na konsole, komputery osobiste oraz platformy mobilne. Na bazie historii serii powstały też liczne książki, komiksy oraz filmy. Tłem akcji gier są zmagania pomiędzy zakonem templariuszy a bractwem asasynów. Za produkcję i wydawanie cyklu odpowiedzialne jest przedsiębiorstwo Ubisoft.

## Lista gier

### Główna seria
- Assassin’s Creed – 2007 (PlayStation 3, Xbox 360, Xbox One[a]), 2008 (PC)[3]
- Assassin’s Creed II – 2009 (PlayStation 3, Xbox 360, Xbox One[a]), 2010 (PC)[4]
- Assassin’s Creed: Brotherhood – 2010 (PlayStation 3, Xbox 360, Xbox One[a]), 2011 (PC)
- Assassin’s Creed: Revelations – 2011 (PC, PlayStation 3, Xbox 360, Xbox One[a])
  - Assassin’s Creed: The Ezio Collection – 2016 (PlayStation 4, Xbox One)[5]
- Assassin’s Creed III – 2012 (PC, PlayStation 3, Xbox 360, Wii U, Xbox One[a])[6]
  - Assassin’s Creed III Remastered – 2019 (PC, PlayStation 4, Xbox One, Nintendo Switch)[7]
- Assassin’s Creed IV: Black Flag – 2013 (PC, PlayStation 3, PlayStation 4, Xbox 360, Xbox One, Wii U)[8]
- Assassin’s Creed: Rogue – 2014 (PlayStation 3, Xbox 360, Xbox One[a])[9], 2015 (PC)[10]
  - Assassin’s Creed: Rogue Remastered – 2018 (PlayStation 4, Xbox One)[11]
- Assassin’s Creed: Unity – 2014 (PlayStation 4, Xbox One, PC)[12][13]
- Assassin’s Creed: Syndicate – 2015 (PC, PlayStation 4, Xbox One)[14]
- Assassin’s Creed Origins – 2017 (PC, PlayStation 4, Xbox One)[15]
- Assassin’s Creed Odyssey – 2018 (PC, PlayStation 4, Xbox One)
- Assassin’s Creed Valhalla – 2020 (PC, PlayStation 4, Xbox One, Xbox Series X/S, PlayStation 5)
- Assassin’s Creed Mirage – 2023 (PC, PlayStation 4, Xbox One, Xbox Series X/S, PlayStation 5)[16]
- Assassin’s Creed Shadows – 2025 (PC, PlayStation 5, Xbox Series X/S)

### Pozostałe
- Assassin’s Creed: Altaïr’s Chronicles – 2008 (Nintendo DS, Android, iOS)
- Assassin’s Creed: Bloodlines(inne języki) – 2009 (PlayStation Portable)
- Assassin’s Creed II: Discovery – 2009 (Nintendo DS, Android, iOS)
- Assassin’s Creed: Lost Legacy(inne języki) – 2010 (Nintendo 3DS)
- Assassin’s Creed Rearmed – 2011 (iOS, Android)
- Assassin’s Creed III: Liberation  – 2012 (PlayStation Vita)
  - Assassin’s Creed III: Liberation HD – 2014 (PC, PlayStation 3, Xbox 360), 2019 (Xbox One, PlayStation 4, Nintendo Switch)[17]
- Assassin’s Creed: Pirates – 2014 (Android, iOS)
- Assassin’s Creed Identity – 2014 (iOS, Android)[18]
- Assassin’s Creed Chronicles: China – 2015 (PC, PlayStation 4, Xbox One)
- Assassin’s Creed Chronicles: India – 2016 (PC, PlayStation 4, Xbox One)
- Assassin’s Creed Chronicles: Russia – 2016 (PC, PlayStation 4, Xbox One)
  - Assassin’s Creed Chronicles: Trilogy – 2016 (PC, PlayStation 4, PlayStation Vita, Xbox One)[19]
- Assassin’s Creed Rebellion – 2018 (Android, iOS)

Źródło: Gry-Online

## Opis
Fabuła całej serii koncentruje się na trwającym od wieków konflikcie dwóch frakcji: asasynów i templariuszy. Głównym bohaterem produkcji jest Desmond Miles, który za pomocą maszyny zwanej animusem, potrafiącej odczytywać ludzką pamięć genetyczną, przeżywa wspomnienia swoich przodków. W założeniu fabuły w ludzkich genach zapisywane są wspomnienia przodków człowieka, które mogą być dokładnie przeanalizowane przez animusa. Gracz wciela się w ten sposób w swoich przodków będących asasynami, np. Altaïra ibn La’Ahada, Ezia Auditorego da Firenze, Ratohnhaké:tona – a fabuła współczesna przeplata się z warstwą historyczną.

### Assassin’s Creed
Głównym bohaterem gry jest Desmond Miles żyjący w XXI wieku. Jest zwykłym barmanem, który pewnego dnia zostaje porwany przez tajemniczą organizację Abstergo Industries i umieszczony w animusie – maszynie służącej do odczytywania pamięci genetycznej przodków. Szybko okazuje się, że Abstergo to współczesny zakon templariuszy, którzy prowadzą walkę ze swoimi odwiecznymi wrogami, asasynami. Desmond zostaje zmuszony do korzystania z animusa i poznaje życie swojego przodka Altaïra. Gracz przenosi się do 1191 roku i wykonuje powierzone mu misje.

### Assassin’s Creed: Altaïr’s Chronicles
Altaïr’s Chronicles stanowi prequel Assassin’s Creed. Gracze wcielą się w Altaïra, który otrzymuje misję znalezienia i zniszczenia obiektu zwanego Kielichem.

### Assassin’s Creed: Bloodlines
Pierwsza odsłona serii wydana na konsolę PlayStation Portable. Gracze kierują Altaïrem, który wyrusza na Cypr w celu rozprawienia się z pozostałymi templariuszami.

### Assassin’s Creed II
W czasach współczesnych Lucy i Desmond uciekają z Abstergo i dołączają do innych współczesnych asasynów – Shauna i Rebeki. Desmond powraca do animusa i przeżywa wspomnienia Ezia Auditorego da Firenze, młodego szlachcica z bogatej florenckiej rodziny. Gdy ojciec i bracia Ezia zostają zamordowani, ten przysięga pomścić ich śmierć i dowiedzieć się, jaki motyw doprowadził do tragedii. Ezio dowiaduje się o istnieniu asasynów i templariuszy, rozprawiając się z kolejnymi celami zamieszanymi w intrygę.

#### Bitwa o Forlì
Pierwsze rozszerzenie uzupełniające wydarzenia z Assassin’s Creed II. Akcja gry rozgrywa się w mieście Forli, gdzie Ezio postanawia ukryć Jabłko. Niespodziewanie wojska Borgii atakują miasto. Ezio musi obronić je oraz ochronić Jabłko.

#### Stos próżności
Drugie rozszerzenie do Assassin’s Creed II i kontynuacja Battle of Forli. Savonarola zdobył Jabłko i z jego pomocą objął władzę we Florencji. Ezio musi doprowadzić do rewolucji, by obalić go i odzyskać artefakt.

### Assassin’s Creed II: Discovery
Akcja gry toczy się w czasie wydarzeń przedstawionych w Assassin’s Creed II. Ezio wyrusza do Hiszpanii, by uratować Krzysztofa Kolumba.

### Assassin’s Creed: Brotherhood
Bezpośrednia kontynuacja Assassin’s Creed II. Po zniszczeniu Monteriggioni akcja przenosi się do Rzymu, a głównym przeciwnikiem asasynów staje się Cezar Borgia.

#### Spisek Kopernika
Dodatek do Assassin’s Creed: Brotherhood dostępny na PS3 i w rozszerzonej wersji na PC. Ezio musi ochronić Kopernika, który przybył do Rzymu i jest ścigany przez templariuszy.

#### Porwanie da Vinci
Drugie DLC do Assassin’s Creed: Brotherhood, które opiera się na porwaniu Leonarda da Vinci przez heretyków. Ezio musi zdobyć jego obrazy skradzione przez Cesare, aby dowiedzieć się gdzie przetrzymywany jest włoski malarz. Gra jest prawdopodobnie prologiem do Assassin’s Creed: Revelations; wiadomo bowiem, że od wydarzeń z podstawowej wersji gry minęło wiele czasu, a Ezio zamierza wynająć statek i gdzieś wypłynąć.

### Assassin’s Creed: Lost Legacy
Lost Legacy miał być pierwszą odsłoną serii na przenośną konsolę Nintendo 3DS. Fabuła miała dotyczyć podróży Ezia do twierdzy w Masjafie. Prace nad tą produkcją zostały wstrzymane. Niektóre elementy fabuły (jak podróż Ezia do Masjafu) zostały przeniesione do wydanego w 2011 roku Assassin’s Creed: Revelations.

### Assassin’s Creed: Revelations

#### Zaginione archiwum
Dodatek do Assassin’s Creed: Revelations, który rozszerza minigrę Podróż Desmonda. Tym razem jednak grywalną postacią jest Obiekt 16.

### Assassin’s Creed III
Akcja rozgrywa się w brytyjskich koloniach w Ameryce Północnej, a gracz wciela się metysa Ratohnhaké:tona (w luźnym tłumaczeniu z języka Mohawków imię oznacza „on poluje”), przez kolonistów nazywanego Connorem, podczas wojny o niepodległość Stanów Zjednoczonych.

#### Tyrania króla Waszyngtona
Wydana w trzech odcinkach zawartość do pobrania przedstawiająca alternatywną wersję historii, w której Ratohnhaké:ton musi obalić George’a Washingtona, który obwołał się królem i stał się tyranem.

### Assassin’s Creed IV: Black Flag
Akcja gry ma miejsce na XVIII-wiecznych Karaibach, a głównym bohaterem jest pirat-asasyn, Edward Kenway, dziadek protagonisty poprzedniej części gry, Ratohnhaké:tona.

#### Freedom Cry
Zawartość do pobrania do Assassin’s Creed IV: Black Flag, w której gracz kieruje asasynem Adewalé, byłym kwatermistrzem na statku Edwarda Kenwaya. Dodatek składa się z dziewięciu misji, które według twórców zapewniają cztery godziny rozrywki.

### Assassin’s Creed: Rogue
Odsłona przeznaczona na konsole siódmej generacji gier komputerowych stanowiąca zwieńczenie historii zapoczątkowanej w Assassin’s Creed III i Black Flag. Akcja gry rozgrywa się w połowie XVIII wieku na terenie Ameryki Północnej w czasie wojny siedmioletniej. Bohaterem jest Irlandczyk Shay Patrick Cormac, początkowo należący do asasynów, który w trakcie rozgrywki przechodzi na stronę templariuszy.

### Assassin’s Creed: Unity
Akcja gry toczy się w XVIII wieku we Francji w trakcie rewolucji francuskiej. W Unity gracz wciela się we francuskiego asasyna o imieniu Arno Dorian.

#### Martwi królowie
Zawartość do pobrania do Assassin’s Creed: Unity, w której gracz wciela się w Arno, opuszcza Paryż i udaje się do położonego niedaleko francuskiej stolicy miasteczka Saint-Denis.

#### Assassin’s Creed Chronicles: China
Akcja pozycji toczy się w XVI-wiecznych Chinach. Gracz wciela się w Shao Jun – asasynkę wyszkoloną przez Ezia Auditorego. Protagonistka wraca do Kraju Środka jako ostatnia ocalała członkini chińskiej części zakonu, nosząc się z zamiarem pomszczenia swoich zamordowanych pobratymców.

### Assassin’s Creed: Syndicate
Akcja gry toczy się w XIX wieku w Londynie w trakcie rewolucji przemysłowej. W Syndicate gracz wciela się w asasyna o imieniu Jacob Frye oraz jego siostrę Evie.

### Assassin’s Creed Origins
Gra przedstawia wydarzenia z czasów starożytnego Egiptu, kiedy zakon asasynów dopiero powstawał. Gracz wciela się w asasyna o imieniu Bayek. Premiera gry odbyła się 27 października 2017.

### Assassin’s Creed Odyssey
W 2018 roku zapowiedziano wydanie kolejnej części serii, zatytułowanej Assassin’s Creed Odyssey. Akcja gry rozgrywa się w starożytnej Grecji, a jej premiera odbyła się 5 października 2018.

### Assassin’s Creed Valhalla
Akcja kolejnej część cyklu, zatytułowanej Assassin’s Creed Valhalla, została osadzona w IX wieku podczas inwazji wikingów na Anglię. Valhalla ukazała się w listopadzie 2020 roku na platformy PC, PlayStation 4, Xbox One, Xbox Series X oraz PlayStation 5.

### Assassin’s Creed Mirage
Assassin’s Creed Mirage – wydana 5 października 2023. Akcja rozgrywa się w Bagdadzie w IX wieku, podczas złotego wieku islamu. Gracz podąża śladami Basima Ibn Ishaqa – postaci wprowadzonej w Assassin’s Creed Valhalla.

### Assassin’s Creed Shadows
Akcja Assassin’s Creed Shadows toczy się w feudalnej Japonii. Gracz wciela się w dwójkę protagonistów – Naoe oraz Yasukę. Premiera gry odbyła się 20 marca 2025 roku na PlayStation 5, Xbox Series oraz komputerach osobistych z z systemem Windows.

## Inne

### Komiksy
- Assassin’s Creed: Graphic Novel
- Assassin’s Creed Vol. 1: Desmond
- Assassin’s Creed Vol. 2: Aquilus
- Assassin’s Creed Vol. 3: Accipiter
- Assassin’s Creed Vol. 4: Hawk
- Assassin’s Creed Vol. 5: El Cakr
- Assassin’s Creed Vol. 6: Leila
- Assassin’s Creed: The Fall
- Assassin’s Creed: The Chain
- Assassin’s Creed: Brahman
- Assassin’s Creed: Miecz Shao Jun

### Filmy
- Assassin’s Creed: Rodowód – seria trzech krótkich filmów wydana przez Ubisoft w 2009 roku jako prequel do gry Assassin’s Creed II.
- Assassin’s Creed: Ascendance – krótki film animowany będący wprowadzeniem do Assassin’s Creed: Brotherhood, wydany w formie cyfrowej.
- Assassin’s Creed: Embers – film animowany dołączony do edycji „Animus” gry Assassin’s Creed: Revelations.
- Assassin’s Creed – film kinowy, w którym główną rolę zagrał Michael Fassbender[31]. Realizowany we współpracy z wytwórniami 20th Century Fox i New Regency według scenariusza Scotta Franka. Premiera odbyła się 6 stycznia 2017 roku.

### Telewizja
W lipcu 2017 producent Adi Shankar ujawnił, że stworzy serię anime opartą na wydarzeniach z gier Assassin’s Creed.

### Książki
| Autor            | Tytuł polski                                              | Tytuł oryginalny                                               | Data wydania oryginału | Data wydania polskiego (Wydawnictwo Insignis) |
| ---------------- | --------------------------------------------------------- | -------------------------------------------------------------- | ---------------------- | --------------------------------------------- |
| Oliver Bowden    | Assassin’s Creed: Renesans                                | Assassin’s Creed: Renaissance                                  | 26 listopada 2009      | 10 listopada 2010                             |
| Oliver Bowden    | Assassin’s Creed: Bractwo                                 | Assassin’s Creed: Brotherhood                                  | 25 listopada 2010      | 9 listopada 2011                              |
| Oliver Bowden    | Assassin’s Creed: Tajemna krucjata                        | Assassin’s Creed: The Secret Crusade                           | 23 czerwca 2011        | 9 maja 2012                                   |
| Oliver Bowden    | Assassin’s Creed: Objawienia                              | Assassin’s Creed: Revelations                                  | 24 listopada 2011      | 14 listopada 2012                             |
| Oliver Bowden    | Assassin’s Creed: Porzuceni                               | Assassin’s Creed: Forsaken                                     | 8 listopada 2012       | 19 czerwca 2013                               |
| Oliver Bowden    | Assassin’s Creed: Czarna bandera                          | Assassin’s Creed: Black Flag                                   | 1 listopada 2013       | 5 marca 2014                                  |
| Oliver Bowden    | Assassin’s Creed: Pojednanie                              | Assassin’s Creed: Unity                                        | 20 listopada 2014      | 4 grudnia 2014                                |
| Oliver Bowden    | Assassin’s Creed: Podziemie                               | Assassin’s Creed: Underworld                                   | 5 listopada 2015       | 16 marca 2016                                 |
| Oliver Bowden    | Assassin’s Creed Origins. Pustynna przysięga              | Assassin’s Creed Origins: Desert Oath                          | 10 października 2017   | 28 lutego 2018                                |
| Matthew J. Kirby | Assassin’s Creed: Ostatni potomkowie                      | Assassin’s Creed. Last Descendants                             | 30 sierpnia 2016       | 9 listopada 2016                              |
| Matthew J. Kirby | Assassin’s Creed: Ostatni potomkowie. Grobowiec chana     | Assassin’s Creed: Last Descendants – Tomb of the Khan          | 27 grudnia 2016        | 5 lipca 2017                                  |
| Matthew J. Kirby | Assassin’s Creed: Ostatni potomkowie. Przeznaczenie bogów | Assassin’s Creed: Last Descendants – Fate of the Gods          | 26 grudnia 2017        | 5 września 2018                               |
| Matthew J. Kirby | Assassin’s Creed Valhalla: Saga Geirmunda                 | Assassin’s Creed Valhalla: Geirmund’s Saga                     | 26 listopada 2020      | 2 czerwca 2021                                |
| Christie Golden  | Assassin’s Creed: Herezja                                 | Assassin’s Creed: Heresy                                       | 15 listopada 2016      | 26 kwietnia 2017                              |
| Christie Golden  | Assassin’s Creed: Oficjalna powieść filmu                 | Assassin’s Creed: The Official Movie Novelization              | 21 grudnia 2016        | 11 stycznia 2017                              |
| Gordon Doherty   | Assassin’s Creed: Odyssey. Oficjalna powieść gry          | Assassin’s Creed: Odyssey                                      | 30 października 2018   | 24 kwietnia 2019                              |
| Kate Heatfield   | Assassin’s Creed: Spisek Maga                             | Assassin’s Creed: The Engine of History – The Magus Conspiracy | 2 sierpnia 2022        | 22 marca 2023                                 |

### Pozostałe
- Assassin’s Creed: Project Legacy – gra dostępna w serwisie społecznościowym Facebook.

## Odbiór serii
Według danych z września 2016 roku sprzedano ponad 100 milionów egzemplarzy gier całej serii. Gry wydane w głównej serii na konsole Xbox 360, Playstation 3 i komputery osobiste uzyskały aprobatę krytyków – w serwisie Metacritic gromadzącym recenzje mediów trzy pierwsze gry serii uzyskały kolejno średnią z ocen wynoszącą 81, 90 i 89 na 100 punktów.